# Overlord
Overlord (オーバーロード, Ōbārōdo) é uma série Japonesa de light novels escrita por Kugane Maruyama e ilustradas por so-bin. Teve sua serialização online em 2010, antes de ser adquirido pela Enterbrain. Dezesseis volumes foram publicados desde 30 de julho de 2012. Uma adaptação para mangá, ilustrado por Hugin Miyama, teve sua serialização pela revista de mangá seinen Comp Ace, da Kadokawa Shoten, em 26 de novembro de 2014. Uma adaptação para anime, produzido pela Madhouse, foi transmitido em 2015.
No Brasil, a light novel (em versão digital e impressa) e o mangá (impresso) são publicados pela Editora JBC.
No Brasil, a série foi exibida pelo canal Loading.

## Personagens Principais
Ainz Ooal Gown (アインズ・ウール・ゴウン, Ainzu Ūru Goun) / Momonga (モモンガ)
Dublado por: Satoshi Hino
É o protagonista e último membro restante da Guilda de Ainz Ooal Gown. Inicialmente, costumava ser um salaryman, mas ao ser preso no jogo, decide se tornar a lenda do novo mundo, já que não tem amigos nem família do mundo real. Agora assume a forma de um lorde [Sua raça no game é conhecida como Overlord, ou seja pode-se entender que é o soberano dos mortos vivos].
Albedo (アルベド, Arubedo)
Dublada por: Yumi Hara
A líder do Andar dos Guardiões e a NPC mais poderosa, guardiã de Nazarick. Ela assume a forma de uma linda mulher, com asas de anjo caído e chifres. Com a interferência de Momonga, teve sua programação alterada, fazendo com que ela se apaixonasse por ele.
Shalltear Bloodfallen (シャルティア・ブラッドフォールン, Sharutia Buraddofōren)
Dublada por: Sumire Uesaka
É a Guardiã do primeiro, segundo e terceiro andar de Nazarick e assume a forma de uma vampira. Ela também ama Momonga e está o tempo todo disputando a atenção dele com Albedo.
Cocytus (コキュートス, Kokyūtosu)
Dublado por: Kenta Miyake
É o Guardião do quinto andar de Nazarick, ele assume a forma de um humanóide gigante que lembra um inseto. Apresenta uma personalidade de guerreiro e respeita a todos que apresentem espírito de luta.
Demiurge (デミウルゴス, Demiurugosu)
Dublado por: Masayuki Katō
É o Guardião do sétimo andar de Nazarick, apresenta a forma de um demônio de óculos. É astuto e impiedoso aos que possam se apresentar uma ameaça a Nazarick. Também gosta de usar prisioneiros em seus experimentos.
Sebas Tian (セバス・チャン, Sebasu Chan)
Dublado por: Shigeru Chiba
É o chefe do décimo andar de Nazarick e atual líder das Plêiades,além de servir como mordomo de Momonga(Ou Ainz Ooal Gown) seu poder se equipara aos dos Guardiões dos outros andares. Devido ao seu forte senso de justiça, odeia quando Guardiões matam humanos desnecessariamente. Por terem personalidades opostas, ele não se dá bem com Demiurge.
Aura Bella Fiora (アウラ・ベラ・フィオーラ, Aura Bera Fiōra)
Dublada por: Emiri Katō
Uma das Guardiãs do sexto andar de Nazarick, ao lado de seu irmão gêmeo, Mare. Ela é sempre agitada e extrovertida, em contraste ao seu irmão. Ela assume a forma de um elfo negro.
Mare Bello Fiore (マーレ・ベロ・フィオーレ, Māre Bero Fiōre)
Dublado por: Yumi Uchiyama
Um dos Guardiões do sexto andar, ao lado de sua irmã gêmea, Aura. Ele é mais calmo e tranquilo em comparação a sua irmã. Também assume a forma de um elfo negro.
Narberal Gamma (ナーベラル・ガンマ, Nāberaru Ganma)
Dublada por: Manami Numakura
Uma das seis Pleiades, servas de combate do décimo andar de  Sebas Tian. Ela é uma Doppelgänger e, por isso, é a que tem a aparência mais próxima de um humano da servas. É a companheira de Momonga em sua exploração ao novo mundo.
Nigun Grid Luin (ニグン・グリッド・ルーイン, Nigun Guriddo Rūin)
Dublado por: Takehito Koyasu
Enri Emmot (エンリ・エモット, Enri Emotto)
Dublado por: Mao Ichimichi

## Mídia

### Opening
"Clattanoia" by O×T (Masayoshi Oishi × Tom-H@ck) - 1ª temporada
"Go Cry Go" by O×T (Masayoshi Oishi × Tom-H@ck) - 2ª temporada
"VORACITY"  by MYTH & ROID - 3ª temporada
"HOLLOW HUNGER"  by OxT - 4ª temporada

### Ending
"L.L.L"  by MYTH & ROID - 1ª temporada
"Hydra"  by MYTH & ROID - 2ª temporada
"Silent Solitude" by O×T (Masayoshi Oishi × Tom-H@ck) - 3ª temporada
"No Man's Dawn" by Mayu Maeshima - 4ª temporada

### Anime
Yggdrasil é um popular jogo online que acaba sendo encerrado sem alardes certo dia. No entanto, Momonga decide não sair do jogo. Então ele é transformado num esqueleto como “o mago mais poderoso”. O mundo continua a mudar, com NPCs começando a ter catacterísticas de jogadores. Como não tem família, amigos ou lugar na sociedade real, o jovem Momonga decide lutar para dominar o novo mundo que o jogo se tornou.

#### Lista de Episódios

##### 1ª Temporada (2015)
| #  | Título                                                                     | Exibição original      |
| -- | -------------------------------------------------------------------------- | ---------------------- |
| 1  | "Fim e Começo" "Owari to Hajimari (終わりと始まり)"                        | 7 de julho de 2015     |
| 2  | "Guardiões dos Andares" "Kaisō shugo-sha (階層守護者)"                     | 14 de julho de 2015    |
| 3  | "Batalha na Vila Carne" "Karune-mura no tatakai (カルネ村の戦い)"          | 21 de julho de 2015    |
| 4  | "O Governante da Morte" "Shi no shihai-sha (死の支配者)"                   | 28 de julho de 2015    |
| 5  | "Dois Aventureiros" "Futari no bōken-sha (二人の冒険者)"                   | 4 de agosto de 2015    |
| 6  | "Jornada" "Tabiji (旅路)"                                                  | 11 de agosto de 2015   |
| 7  | "O Rei Sábio da Floresta" "ori no ken-ō (森の賢王)"                        | 18 de agosto de 2015   |
| 8  | "Espadas Gêmeas do Corte Mortal" "Shi o kirisaku sōken (死を切り裂く双剣)" | 25 de agosto de 2015   |
| 9  | "O Guerreiro das Trevas" "Shikkoku no senshi (漆黒の戦士)"                 | 1 de setembro de 2015  |
| 10 | "Verdadeiro Vampiro" "Shinso (真祖)"                                       | 8 de setembro de 2015  |
| 11 | "Confusão e Compreensão" "Konran to haaku (混乱と把握)"                    | 15 de setembro de 2015 |
| 12 | "A Valquíria Sanguinária" "Senketsu no ikusaotome (鮮血の戦乙女)"          | 22 de setembro de 2015 |
| 13 | "Jogador VS NPC" "PVN"                                                     | 29 de setembro de 2015 |

##### 2ª Temporada (2018)
| #  | Título                                                                                                 | Exibição original       |
| -- | --- | ----------------------- |
| 14 | "O Começo do Desespero" "Zetsubō no Hajimari (絶望の幕開け)"                                           | 1 de janeiro de 2018    |
| 15 | "Partida" "Tabidachi (旅立ち)"                                                                         | 16 de janeiro de 2018   |
| 16 | "Lizard Men, Unidos!" "Tsudou, Rizādoman (集う、蜥蜴人)"                                               | 23 de janeiro de 2018   |
| 17 | "Exército da Morte" "Shi no Gunzei (死の軍勢)"                                                         | 30 de janeiro de 2018   |
| 18 | "O Deus Congelante" "Hyōketsu no Bushin (氷結の武神)"                                                  | 6 de fevereiro de 2018  |
| 19 | "Aqueles que Auxiliam, Aqueles que são Auxiliados" "Hirou mono, Hirowa reru mono (拾う者、拾われる者)" | 13 de fevereiro de 2018 |
| 20 | "Rosas Azuis" "Aoi no Bara (蒼の薔薇)"                                                                 | 20 de fevereiro de 2018 |
| 21 | "Os Sentimentos de Um Garoto" "Shōnen no Omoi (少年の思い)"                                            | 27 de fevereiro de 2018 |
| 22 | "Faíscas Ascendentes de Fogo" "Mai Agaru Hi no ko (舞い上がる火の粉)"                                  | 6 de março de 2018      |
| 23 | "O Alvoroço Começa na Capital Real" "Ōto Dōran Joshō (王都動乱序章)"                                   | 13 de março de 2018     |
| 24 | "Jaldabaoth" "Yarudabaoto (ヤ ル ダ バ オ ト)"                                                         | 20 de março de 2018     |
| 25 | " A Batalha Final dos Distúrbios" "Dōran Saishū Kessen (動乱最終決戦)"                                 | 27 de março de 2018     |
| 26 | "O Triunfo Final" "Saikyō Saikō no Kirifuda (最強最高の切り札)"                                        | 3 de abril de 2018      |

##### 3ª Temporada (2018)
| #  | Título                                                                                                  | Exibição original      |
| -- | --- | ---------------------- |
| 27 | "A Melancolia de Um Líder" "Shihaisha no Yūutsu (支配者の憂鬱)"                                         | 11 de julho de 2018    |
| 28 | "Vila Carne Mais Uma Vez" "Karune-mura Futatabi (カルネ村再び)"                                         | 17 de julho de 2018    |
| 29 | "Crise de Enri e Dias Agitados" "Enri no Gekidō Katsu Awatadashī Hibi (エンリの激動かつ慌ただしい日々)" | 25 de julho de 2018    |
| 30 | "Gigante do Oriente, Cobra Demoníaca do Oeste" "Higashi no Kyojin, Nishi no Maja (東の巨人、西の魔蛇)"  | 1 de agosto de 2018    |
| 31 | "Dois Lideres" "Futari no Shidō-sha (二人の指導者)"                                                     | 8 de agosto de 2018    |
| 32 | "Convite para a Morte" "Shide~e no Sasoi (死出への誘い)"                                                | 15 de agosto de 2018   |
| 33 | "Borboleta Enredada em uma Teia de Aranha" "Kumo ni Karame Rreru-chō (蜘蛛に絡められる蝶)"              | 22 de agosto de 2018   |
| 34 | "Um Punhado de Esperança" "Hitonigiri no Kib (一握りの希望)"                                            | 28 de agosto de 2018   |
| 35 | "Guerra dos Mundos" "Zessen (舌戦)"                                                                     | 4 de setembro de 2018  |
| 36 | "Preparação Para a Guerra" "Sensō Junbi (戦争準備)"                                                     | 11 de setembro de 2018 |
| 37 | "Outra Batalha" "Mōhitotsu no Tatakai (もう一つの戦い)"                                                 | 18 de setembro de 2018 |
| 38 | "Massacre" "Dai Gyakusatsu (大虐殺)"                                                                    | 25 de setembro de 2018 |
| 39 | "PVP: Jogador vs Jogador" "PVP (PVP)"                                                                   | 2 de outubro de 2018   |

##### 4ª Temporada (2022)
| #  | Título                                                                                           | Exibição original      |
| -- | ------------------------------------------------------------------------------------------------ | ---------------------- |
| 40 | "Nação feiticeira de Ainz Ooal Gown" "Ainzu Ūru Goun Madō Koku (アインズ・ウール・ゴウン魔導国)" | 5 de julho de 2022     |
| 41 | "Reino Re-Estize" "Ri Esutīze Ōkoku (リ・エスティーゼ王国)"                                      | 12 de julho de 2022    |
| 42 | "Império Baharuth" "Baharusu Teikoku (バハルス帝国)"                                             | 19 de julho de 2022    |
| 43 | "A Régua da Conspiração" "Bōryaku no Tōchisha (謀略の統治者)"                                    | 26 de julho de 2022    |
| 44 | "Em busca da Terra dos Anões" "Dowāfu no Kuni o Motomete (ドワーフの国を求めて)"                 | 2 de agosto de 2022    |
| 45 | "A Crise Iminente" "Semarikuru Kiki (迫りくる危機)"                                              | 9 de agosto de 2022    |
| 46 | "Senhor dos Dragões de Gelo" "Shimo no Ryūō (霜の竜王)"                                          | 16 de agosto de 2022   |
| 47 | "Um Movimento Inesperado" "Keisangai no Itte (計算外の一手)"                                     | 23 de agosto de 2022   |
| 48 | "Contagem Decrescente para a Extinção" "Metsubō e no Hajimari (滅亡への始まり)"                  | 30 de agosto de 2022   |
| 49 | "O Último Rei" "Saigo no Ō (最後の王)"                                                           | 6 de setembro de 2022  |
| 50 | "Armadilhas bem Preparadas" "Harimegurasaseta Wana (張り巡らされた罠)"                           | 13 de setembro de 2022 |
| 51 | "Invasão da Capital Real" "Ōto Shinkō (王都侵攻)"                                                | 20 de setembro de 2022 |
| 52 | "A Bruxa do Reino Caído" "Mekkoku no Majo (滅国の魔女)"                                          | 27 de setembro de 2022 |

## 41 Seres Supremos
Touch Me
É um dos fundadores originais da Guild Ainz Ooal Gown, e também um dos mais fortes guerreiros de YGGDRASIL . Ele é o criador de Sebas.
Peroroncino
Ele é o irmão mais novo de Bukubukuchagama, na vida real ele é fã de games Eroge e o criador de Shalltear Bloodfallen isso se assimila ao estilo pervertido da personagem.
Bukubukuchagama
Um dos três membros da guilda de sexo feminino, Ela é a irmã mais velha de Peroroncino e criadora de Aura Bella Fiora e Mare Bello Fiore .

## Personagens Secundários
Gazef Stronoff (ガゼフ・ストロノーフ, Gazefu Sutoronōfu)
Dublado por: Hiroshi Shirokuma
Guarda Real pessoal do Rei de Re-Estize

## Pleiades Six Stars
Entoma
É uma empregada de batalha de raça aracnídeo, Ela foi criada por Genjiro; Entoma tem a aparência de uma garota vestindo roupas semelhantes ao estilo tradicional japonês. Seus olhos a, exceto pelo rosto, ninguém percebe sua identidade como um monstro até que ela remova a máscara.
Guardiões Secundários de Nazarick
Rubedo
O indivíduo citado como mais "forte" de Nazarick. Seu potencial de batalha está  acima do de Sebas, Demiurge, Cocytos e Albedo. Somente Ainz (Líder dos Seres Supremos e de Nazarick) com seu equipamento completo poderia entrar em conflito com a mesma.
Ela é irmã mais nova da Albedo
Kyouhukou
Usa uma capa vermelha brilhante decorada com luxuosos fios de ouro ao redor da borda e uma pequena coroa dourada bonita em sua cabeça. Em sua perna da frente tinha um cetro com uma gema branca pura incorporada em sua extremidade.; Um dos guardiões do 2º andar.
[É visto pela primeira vez no anime no episodio 33] .

## Criaturas/Monstros
Elder Lich
Um monstro que nasce, quando o cadáver de um Magic Caster de magia negra ganha vida profana, e ou uma criatura de invocação da 3-4 aba].